# Sabucina
Sabucina ist ein archäologischer Fundplatz auf Sizilien. Es liegt am gleichnamigen Berg, etwa 5 km von Caltanissetta entfernt.

## Geschichte

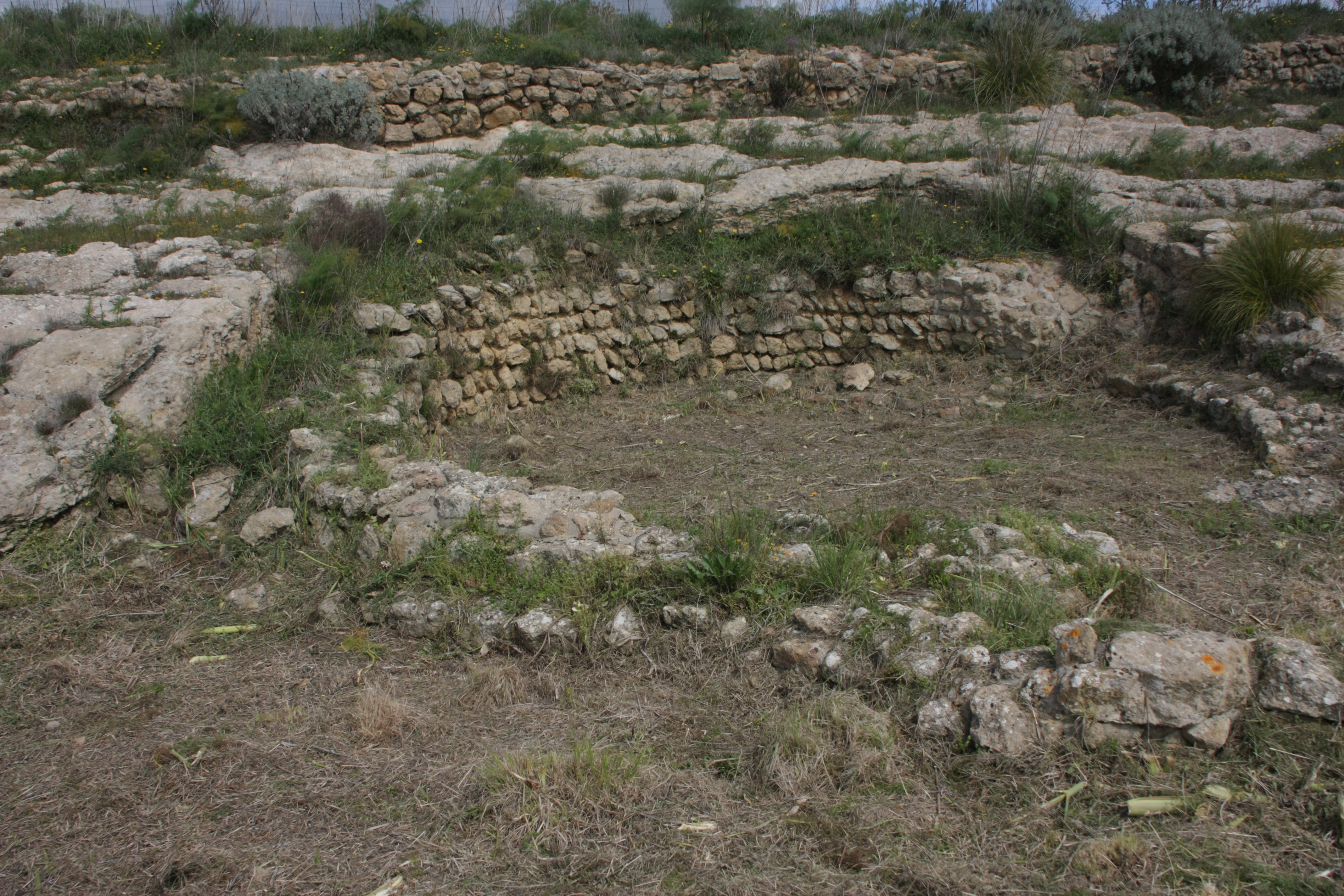
Rundhütte

Die ältesten Funde stammen aus dem Beginn der frühen Bronzezeit. Bereits vom 23. bis zum 15. Jahrhundert existierten hier mehrere kleinere Siedlungen, die der Castelluccio-Kultur zuzuordnen sind. Vom 13. bis 10. Jahrhundert v. Chr. bestand eine größere Siedlung, die von den Angehörigen der Pantalica-Nord-Kultur bewohnt war. Aus dieser Zeit stammen u. a. Reste von Rundhütten und ein Brennofen sowie Ofengräber (Felsgräber) in der Umgebung. Dieser Ort wurde schließlich zerstört und war danach längere Zeit nur spärlich besiedelt.
Im 8. Jahrhundert v. Chr. wurde eine neue Siedlung errichtet. In dieser Phase besitzen die Gebäude einen rechteckigen Grundriss. Ab dem 7. Jahrhundert v. Chr. geriet die Stadt unter griechischen Einfluss. Unüblich für griechische Siedlungen war aber die unregelmäßige Anlage der Straßen. Im 5. Jahrhundert v. Chr. wurde der Ort durch Ducetius teilweise zerstört. Ende des 5. Jahrhunderts v. Chr. wurde die Siedlung verlassen. Ein letztes Mal wurde sie im 4. Jahrhundert v. Chr. aufgebaut und im gleichen Jahrhundert wieder aufgegeben.
Fundstücke der Ausgrabungen sind im Museum von Caltanissetta ausgestellt.